# Antonio Milić
Antonio Milić, né le 10 mars 1994 à Split, est un footballeur international croate qui évolue au poste de défenseur au RSC Anderlecht.

## Biographie
Avec le club d'Hajduk Split, il joue 9 matchs en Ligue Europa.

### KV Ostende
Antonio Milić signe au KV Ostende le 1er janvier 2015 pour un montant avoisinant le demi-million. Il dispute son premier match le 17 janvier 2015 lors d'une défaite 1-7 contre KV Courtrai au Stade des Éperons d'or. Il marque son premier but chez les côtiers le 9 mai 2015 contre KSC Lokeren.  Ensuite, il enchaîne les titularisations dans l'axe de la défense. Lors de la saison 2015-2016, il marque  contre KAA La Gantoise et contre OH Louvain. Le 19 décembre 2016, il inscrit le premier doublé de sa carrière lors de la victoire 5-0 contre KVC Westerlo. Le KV Ostende parvient à se qualifier pour les Play-offs 1 en battant le Royal Excel Mouscron puis KVC Westerlo mais Antonio Milić  se fracture la clavicule et loupe les deux premiers matchs. Ensuite, il écope d'un carton rouge contre KAA La Gantoise et est suspendu pour deux matchs mais revient pour le dernier match de la saison, perdu 3-2 contre RSC Anderlecht. Avec le KV Ostende, il se qualifie pour la finale de la Coupe de Belgique 2017 contre SV Zulte Waregem mais la perd 4-2 aux tirs au but après un match fou 3-3. Heureusement, les côtiers se qualifient pour le 3e tour de la Ligue Europa 2017-2018 en battant 3-1 KRC Genk. Mais lors d'une double confrontation contre l'Olympique de Marseille, (4-2 puis 0-0) ils sont éliminés. Le 1er juillet 2018, après une saison décevante avec le KV Ostende, il rejoint le RSC Anderlecht et retrouve Marc Coucke, ancien président d'Ostende. Ses anciens coéquipiers Knowledge Musona et Landry Dimata rejoignent aussi les mauves et blanc. 

### RSC Anderlecht
Antonio Milić signe un contrat de quatre ans au RSC Anderlecht. Il dispute son premier match le 28 juillet 2018 contre KV Courtrai (4-1). Hein Vanhaezebrouck en fait un titulaire dès le début de la saison. 

### En équipe nationale
Il est sélectionné pour la première fois en équipe nationale de Croatie en août 2018 par Zlatko Dalić.

## Palmarès
1 × Vainqueur de la Coupe de Croatie de football (2013)
1 × Finaliste de la Coupe de Belgique de football (2017)